# 막차로 온 손님들 (1987년 드라마)
《막차로 온 손님들》은 1987년 8월 31일부터 1987년 9월 8일까지 방영된 문화방송 월화 미니시리즈로, 서로 다른 환경과 성격의 세 친구가 갈등하지만 각자 자신의 길을 찾아간다는 내용이다.

## 등장 인물
- 이정길 - 동민 역
- 나영희 - 보영 역
- 박근형 - 경석 역
- 이휘향 - 세정 역
- 박영태 - 충현 역
- 권경숙
- 강성욱 - 김 상무 역
- 김지영 - 세정의 가정부 역
- 남영진
- 최선균
- 백현미
- 천호진
- 신국 - 윤씨 역
- 이정훈